# Coloradopartiet (Uruguay)
 For alternative betydninger, se Coloradopartiet. (Se også artikler, som begynder med Coloradopartiet)
Coloradopartiet er et politisk midterparti, der blev dannet i 1836 som følge af Uruguay og Paraguays adskilledes fra de portugisiske kolonier. De kæmpede herefter om magten i landet mod det konservative blanco-parti, og der opstod voldelige konflikter.